# LMFAO/Diskografie
Diese Diskografie ist eine Übersicht über die musikalischen Werke des US-amerikanischen Electro-/Hip-Hop-Duos LMFAO. Den Schallplattenauszeichnungen zufolge hat es bisher mehr als 40,6 Millionen Tonträger verkauft, davon alleine in seiner Heimat über 21,5 Millionen. Seine erfolgreichste Veröffentlichung ist die Single Party Rock Anthem mit über 19,4 Millionen verkauften Einheiten.

## Alben

### Studioalben
| Jahr | Titel Musiklabel                                 | Höchstplatzierung, Gesamtwochen, AuszeichnungChartplatzierungen (Jahr, Titel, Musiklabel, Platzierungen, Wochen, Auszeichnungen, Anmerkungen) | Höchstplatzierung, Gesamtwochen, AuszeichnungChartplatzierungen (Jahr, Titel, Musiklabel, Platzierungen, Wochen, Auszeichnungen, Anmerkungen) | Höchstplatzierung, Gesamtwochen, AuszeichnungChartplatzierungen (Jahr, Titel, Musiklabel, Platzierungen, Wochen, Auszeichnungen, Anmerkungen) | Höchstplatzierung, Gesamtwochen, AuszeichnungChartplatzierungen (Jahr, Titel, Musiklabel, Platzierungen, Wochen, Auszeichnungen, Anmerkungen) | Höchstplatzierung, Gesamtwochen, AuszeichnungChartplatzierungen (Jahr, Titel, Musiklabel, Platzierungen, Wochen, Auszeichnungen, Anmerkungen) | Anmerkungen                                               |
| Jahr | Titel Musiklabel                                 | DE | AT | CH | UK | US | Anmerkungen                                               |
| ---- | ------------------------------------------------ | --- | --- | --- | --- | --- | --------------------------------------------------------- |
| 2009 | Party Rock Interscope Records (UMG)              | — | — | — | — | US33 (25 Wo.)US | Erstveröffentlichung: 3. Juli 2009 Verkäufe: + 47.500     |
| 2011 | Sorry for Party Rocking Interscope Records (UMG) | DE19 Gold · (32 Wo.)DE | AT11 Platin · (39 Wo.)AT | CH13 Gold · (59 Wo.)CH | UK8 Platin · (62 Wo.)UK | US5 Gold · (63 Wo.)US | Erstveröffentlichung: 11. Juni 2011 Verkäufe: + 1.852.500 |

### Kompilationen
| Jahr | Titel Musiklabel                                | Anmerkungen                         |
| ---- | ----------------------------------------------- | ----------------------------------- |
| 2009 | I’m in Your City Trick Interscope Records (UMG) | Erstveröffentlichung: 21. Juli 2009 |

### EPs
| Jahr | Titel Musiklabel                    | Anmerkungen                        |
| ---- | ----------------------------------- | ---------------------------------- |
| 2008 | Party Rock Interscope Records (UMG) | Erstveröffentlichung: Oktober 2008 |

## Singles

### Als Leadmusiker
| Jahr | Titel Album                                | Höchstplatzierung, Gesamtwochen, AuszeichnungChartplatzierungen (Jahr, Titel, Album, Platzierungen, Wochen, Auszeichnungen, Anmerkungen) | Höchstplatzierung, Gesamtwochen, AuszeichnungChartplatzierungen (Jahr, Titel, Album, Platzierungen, Wochen, Auszeichnungen, Anmerkungen) | Höchstplatzierung, Gesamtwochen, AuszeichnungChartplatzierungen (Jahr, Titel, Album, Platzierungen, Wochen, Auszeichnungen, Anmerkungen) | Höchstplatzierung, Gesamtwochen, AuszeichnungChartplatzierungen (Jahr, Titel, Album, Platzierungen, Wochen, Auszeichnungen, Anmerkungen) | Höchstplatzierung, Gesamtwochen, AuszeichnungChartplatzierungen (Jahr, Titel, Album, Platzierungen, Wochen, Auszeichnungen, Anmerkungen) | Anmerkungen                                                                                   |
| Jahr | Titel Album                                | DE | AT | CH | UK | US | Anmerkungen                                                                                   |
| ---- | ------------------------------------------ | --- | --- | --- | --- | --- | --------------------------------------------------------------------------------------------- |
| 2008 | I’m in Miami Bitch Party Rock              | — | — | — | UK86 (1 Wo.)UK | US51 (20 Wo.)US | Erstveröffentlichung: 25. November 2008 Verkäufe: + 150.000                                   |
| 2009 | Shots Party Rock                           | — | — | — | — | US68 ×2Doppelplatin · (18 Wo.)US | Erstveröffentlichung: 13. Oktober 2009 Verkäufe: + 3.430.215; feat. Lil Jon                   |
| 2010 | La La La Party Rock                        | — | — | — | — | US55 (7 Wo.)US | Erstveröffentlichung: 26. Februar 2010                                                        |
| 2011 | Party Rock Anthem Sorry for Party Rocking  | DE1 ×2Doppelplatin · (57 Wo.)DE | AT1 (53 Wo.)AT | CH1 ×3Dreifachplatin · (54 Wo.)CH | UK1 ×3Dreifachplatin · (71 Wo.)UK | US1 Diamant · (68 Wo.)US | Erstveröffentlichung: 11. Februar 2011 Verkäufe: + 19.403.119 feat. Lauren Bennett & GoonRock |
| 2011 | Champagne Showers Sorry for Party Rocking  | DE41 (5 Wo.)DE | AT18 (11 Wo.)AT | CH56 Gold · (12 Wo.)CH | UK32 (12 Wo.)UK | — | Erstveröffentlichung: 26. Mai 2011 Verkäufe: + 265.000; feat. Natalia Kills                   |
| 2011 | Sexy and I Know It Sorry for Party Rocking | DE8 Platin · (35 Wo.)DE | AT7 (41 Wo.)AT | CH7 ×2Doppelplatin · (38 Wo.)CH | UK5 ×2Doppelplatin · (61 Wo.)UK | US1 ×8Achtfachplatin · (42 Wo.)US | Erstveröffentlichung: 27. September 2011 Verkäufe: + 11.672.793                               |
| 2012 | Sorry for Party Rocking                    | — | AT22 (10 Wo.)AT | CH43 (9 Wo.)CH | UK23 Silber · (14 Wo.)UK | US49 Gold · (11 Wo.)US | Erstveröffentlichung: 16. März 2012 Verkäufe: + 1.618.609                                     |

### Als Gastmusiker
| Jahr | Titel Album                                          | Höchstplatzierung, Gesamtwochen, AuszeichnungChartplatzierungen (Jahr, Titel, Album, Platzierungen, Wochen, Auszeichnungen, Anmerkungen) | Höchstplatzierung, Gesamtwochen, AuszeichnungChartplatzierungen (Jahr, Titel, Album, Platzierungen, Wochen, Auszeichnungen, Anmerkungen) | Höchstplatzierung, Gesamtwochen, AuszeichnungChartplatzierungen (Jahr, Titel, Album, Platzierungen, Wochen, Auszeichnungen, Anmerkungen) | Höchstplatzierung, Gesamtwochen, AuszeichnungChartplatzierungen (Jahr, Titel, Album, Platzierungen, Wochen, Auszeichnungen, Anmerkungen) | Höchstplatzierung, Gesamtwochen, AuszeichnungChartplatzierungen (Jahr, Titel, Album, Platzierungen, Wochen, Auszeichnungen, Anmerkungen) | Anmerkungen                                                                                                 |
| Jahr | Titel Album                                          | DE | AT | CH | UK | US | Anmerkungen                                                                                                 |
| ---- | ---------------------------------------------------- | --- | --- | --- | --- | --- | --- |
| 2009 | Shooting Star (Party Rock Mix) Feel the Rush Vol. 1  | — | — | — | — | — | Erstveröffentlichung: 17. Februar 2009 David Rush feat. Kevin Rudolf, LMFAO & Pitbull                       |
| 2009 | Let the Bass Kick in Miami Bitch The Best of Chuckie | — | — | — | UK9 Silber · (12 Wo.)UK | — | Erstveröffentlichung: 5. Oktober 2009 Verkäufe: + 510.300; Chuckie feat. LMFAO                              |
| 2010 | Outta Your Mind Crunk Rock                           | — | — | — | — | US84 (1 Wo.)US | Erstveröffentlichung: 23. März 2010 Lil Jon feat. LMFAO                                                     |
| 2010 | Gettin’ Over You One More Love                       | DE15 Gold · (30 Wo.)DE | AT4 Gold · (32 Wo.)AT | CH11 (24 Wo.)CH | UK1 Platin · (20 Wo.)UK | US31 (20 Wo.)US | Erstveröffentlichung: 12. April 2010 Verkäufe: + 1.127.600 David Guetta & Chris Willis feat. LMFAO & Fergie |
| 2010 | Sine Language Divided by Night                       | — | — | — | — | — | Erstveröffentlichung: 15. November 2010 The Crystal Method feat. LMFAO                                      |
| 2011 | Sucks to Be You My Awesome Mixtape                   | — | — | — | — | — | Erstveröffentlichung: 5. Oktober 2011 Clinton Sparks feat. LMFAO & JoJo                                     |
| 2012 | Drink –                                              | — | — | — | — | — | Erstveröffentlichung: Februar 2012 Lil Jon feat. LMFAO                                                      |

## Musikvideos
| Jahr | Titel                            | Regie             |
| ---- | -------------------------------- | ----------------- |
| 2008 | I’m in Miami Bitch               | Ray Kay           |
| 2008 | Shooting Star (Party Rock Mix)   | David Rousseau    |
| 2009 | Let the Bass Kick in Miami Bitch |                   |
| 2009 | La La La                         | Mickey Finnegan   |
| 2009 | Shots                            | Mickey Finnegan   |
| 2010 | Outta Your Mind                  | David Rousseau    |
| 2010 | Yes                              | Mickey Finnegan   |
| 2010 | Gettin’ Over You                 | Rich Lee          |
| 2010 | I Can’t Dance                    | Nicholaus Goossen |
| 2010 | Sine Language                    | Robbie Ryan       |
| 2011 | Party Rock Anthem                | Mickey Finnegan   |
| 2011 | Champagne Showers                | Mickey Finnegan   |
| 2011 | Sexy and I Know It               | Mickey Finnegan   |
| 2011 | One Day                          | Row and Jack      |
| 2012 | Drink                            | Ballard C. Boy    |
| 2012 | Sorry for Party Rocking          | Mickey Finnegan   |
| 2012 | Live My Life (Party Rock Remix)  | Mickey Finnegan   |

## Promoveröffentlichungen
| Jahr | Titel Album    | Anmerkungen                                                        |
| ---- | -------------- | ------------------------------------------------------------------ |
| 2010 | Yes Party Rock | Erstveröffentlichung: 8. Juli 2010 · Verkäufe: + 540.000; US: Gold |

## Sonderveröffentlichungen

### Alben
| Jahr | Titel Musiklabel                                              | Anmerkungen                                         |
| ---- | ------------------------------------------------------------- | --------------------------------------------------- |
| 2011 | Party Rock / Sorry for Party Rocking Interscope Records (UMG) | Erstveröffentlichung: 2011 Teil der „2-for-1“-Reihe |

### Lieder
| Jahr | Titel Album                                            | Anmerkungen                                                                               |
| ---- | ------------------------------------------------------ | ----------------------------------------------------------------------------------------- |
| 2008 | This Is My Life The Arcade                             | Erstveröffentlichung: 1. Mai 2008 Hyper Crush feat. LMFAO                                 |
| 2009 | Sine Language Divided by Night                         | Erstveröffentlichung: 12. Mai 2009 The Crystal Method feat. LMFAO                         |
| 2010 | Outta Your Mind Crunk Rock                             | Erstveröffentlichung: 4. Juni 2010 Lil Jon feat. LMFAO                                    |
| 2010 | Shots Crunk Rock                                       | Erstveröffentlichung: 4. Juni 2010 Lil Jon feat. LMFAO                                    |
| 2010 | I Can’t Dance Nasty as I Wanna Be                      | Erstveröffentlichung: 10. August 2010 Dirt Nasty feat. LMFAO                              |
| 2010 | Gettin’ Over You One More Love                         | Erstveröffentlichung: 29. November 2010 David Guetta & Chris Willis feat. LMFAO & Fergie  |
| 2010 | Billionaire (Intro-Edit) Just the Way You Are (Single) | Erstveröffentlichung: 10. Dezember 2010 Bruno Mars feat. Gucci Mane, LMFAO & Travie McCoy |
| 2011 | Sucks to Be You My Awesome Mixtape                     | Erstveröffentlichung: 5. November 2011 Clinton Sparks feat. LMFAO & JoJo                  |
| 2012 | Livin My Love Wonderland                               | Erstveröffentlichung: 10. Januar 2012 Steve Aoki feat. Bervo & LMFAO                      |
| 2013 | Let the Bass Kick in Miami Bitch The Best of Chuckie   | Erstveröffentlichung: 3. November 2013 Chuckie feat. LMFAO                                |

| Jahr | Titel Album                                                                  | Anmerkungen                                                                                             |
| ---- | ---------------------------------------------------------------------------- | --- |
| 2008 | Shooting Star (Party Rock Mix) Feel the Rush Vol. 1                          | Erstveröffentlichung: 18. September 2008 Interpretation: David Rush feat. Kevin Rudolf, LMFAO & Pitbull |
| 2009 | Release Me (LMFAO Party Rock Mix) Release Me (Remixes)                       | Erstveröffentlichung: 2009 Interpretation: Agnes                                                        |
| 2009 | Part of Me (Party Rock Remix) Part of Me Remix EP                            | Erstveröffentlichung: 26. Mai 2009 Interpretation: Chris Cornell feat. LMFAO                            |
| 2009 | Let’s Get Crazy (LMFAO Remix) Let’s Get Crazy (Single)                       | Erstveröffentlichung: 1. September 2009 Interpretation: Cassie feat. Akon & LMFAO                       |
| 2009 | Falling Down (Remix) Digital Rock Star                                       | Erstveröffentlichung: 23. Oktober 2009 Interpretation: Space Cowboy feat. LMFAO & Chelsea Korka         |
| 2010 | LoveGame (Lmfao Party Rock Mix) Lovegame – The Remixes                       | Erstveröffentlichung: Oktober 2010 Interpretation: Lady Gaga                                            |
| 2011 | I’m in the House (Lmfao Remix) Clubbin’ Sexy Night 2011                      | Erstveröffentlichung: 2011 Interpretation: Steve Aoki feat. Zuper Blahq                                 |
| 2012 | Give Me All Your Luvin’ (Party Rock Remix) Give Me All Your Luvin’ (Remixes) | Erstveröffentlichung: 6. März 2012 Interpretation: Madonna feat. Nicki Minaj & LMFAO                    |

| Jahr | Titel Soundtrack                         | Anmerkungen                        |
| ---- | ---------------------------------------- | ---------------------------------- |
| 2013 | Sexy and I Know It Le grand méchant loup | Erstveröffentlichung: 8. Juli 2013 |

## Statistik

### Chartauswertung
|                     | DE    | AT    | CH    | UK    | US    |
| ------------------- | ----- | ----- | ----- | ----- | ----- |
| Nummer-eins-Alben   | DE—DE | AT—AT | CH—CH | UK—UK | US—US |
| Top-10-Alben        | DE—DE | AT—AT | CH—CH | UK1UK | US1US |
| Alben in den Charts | DE1DE | AT1AT | CH1CH | UK1UK | US2US |

|                       | DE    | AT    | CH    | UK    | US    |
| --------------------- | ----- | ----- | ----- | ----- | ----- |
| Nummer-eins-Singles   | DE1DE | AT1AT | CH1CH | UK2UK | US2US |
| Top-10-Singles        | DE2DE | AT3AT | CH2CH | UK4UK | US2US |
| Singles in den Charts | DE4DE | AT5AT | CH5CH | UK7UK | US8US |

### Auszeichnungen für Musikverkäufe
| Goldene Schallplatte - Belgien - 2012: für das Album Sorry for Party Rocking - Dänemark - 2012: für das Streaming Sorry for Party Rocking - 2019: für das Album Sorry for Party Rocking - Europa (Impala) - 2010: für die Single Let the Bass Kick in Miami Bitch - Finnland - 2011: für die Single Party Rock Anthem - Irland - 2011: für das Album Sorry for Party Rocking - Japan - 2012: für das Album Sorry for Party Rocking - Kanada - 2010: für die Single Yes - 2010: für das Album Party Rock - 2011: für die Single Champagne Showers - Kolumbien - 2012: für das Album Sorry for Party Rocking - Neuseeland - 2025: für das Album Party Rock - Polen - 2012: für das Album Sorry for Party Rocking - Russland - 2011: für die Single Party Rock Anthem - Schweden - 2012: für das Album Sorry for Party Rocking - Singapur - 2019: für das Album Sorry for Party Rocking - Spanien - 2010: für die Single Gettin’ Over You - 2012: für die Single Sexy and I Know It | Platin-Schallplatte - Australien - 2014: für die Single I’m in Miami Bitch - Belgien - 2011: für die Single Party Rock Anthem - 2013: für die Single Sexy and I Know It - Brasilien - 2024: für die Single Sorry for Party Rocking - Dänemark - 2011: für die Single Party Rock Anthem - 2011: für das Streaming Party Rock Anthem - 2012: für die Single Sexy and I Know It - 2012: für das Streaming Sexy and I Know It - Frankreich - 2011: für die Single Party Rock Anthem - Italien - 2010: für die Single Gettin’ Over You - 2012: für die Single Sexy and I Know It - Kanada - 2010: für die Single I’m in Miami Bitch - 2010: für die Single Shots - Mexiko - 2012: für das Album Sorry for Party Rocking - Neuseeland - 2011: für die Single Gettin’ Over You - Schweden - 2011: für die Single Gettin’ Over You - Spanien - 2024: für die Single Party Rock Anthem - Venezuela - 2012: für das Album Sorry for Party Rocking | 2× Platin-Schallplatte - Australien - 2010: für die Single Gettin’ Over You - 2014: für die Single Shots - 2014: für die Single Sorry for Party Rocking - Frankreich - 2012: für das Album Sorry for Party Rocking - Italien - 2012: für die Single Party Rock Anthem - Japan - 2016: für die Single Party Rock Anthem (Digital) - Kanada - 2011: für das Album Sorry for Party Rocking - 2011: für die Single Sexy and I Know It 3× Platin-Schallplatte - Australien - 2012: für die Single Champagne Showers - Neuseeland - 2022: für das Album Sorry for Party Rocking - Schweden - 2011: für die Single Party Rock Anthem 4× Platin-Schallplatte - Australien - 2011: für das Album Sorry for Party Rocking - Neuseeland - 2011: für die Single Party Rock Anthem - 2016: für die Single Sexy and I Know It - Schweden - 2012: für die Single Sexy and I Know It 6× Platin-Schallplatte - Kanada - 2011: für die Single Party Rock Anthem 12× Platin-Schallplatte - Australien - 2014: für die Single Sexy and I Know It 15× Platin-Schallplatte - Australien - 2014: für die Single Party Rock Anthem Diamantene Schallplatte - Brasilien - 2024: für die Single Sexy and I Know It 2× Diamantene Schallplatte - Brasilien - 2024: für die Single Party Rock Anthem |

Anmerkung: Auszeichnungen in Ländern aus den Charttabellen bzw. Chartboxen sind in ebendiesen zu finden.
| Land/RegionAuszeichnungen für Musikverkäufe (Land/Region, Auszeichnungen, Verkäufe, Quellen) | Silber     | Gold       | Platin         | Diamant     | Verkäufe   | Quellen                                                                  |
| -------------------------------------------------------------------------------------------- | ---------- | ---------- | -------------- | ----------- | ---------- | ------------------------------------------------------------------------ |
| Australien (ARIA)                                                                            | —          | —          | 41× Platin41   | —           | 2.870.000  | aria.com.au                                                              |
| Belgien (BRMA)                                                                               | —          | Gold1      | 2× Platin2     | —           | 45.000     | ultratop.be                                                              |
| Brasilien (PMB)                                                                              | —          | —          | Platin1        | 3× Diamant3 | 810.000    | pro-musicabr.org.br                                                      |
| Dänemark (IFPI)                                                                              | —          | 2× Gold2   | 4× Platin4     | —           | 40.000     | ifpi.dk                                                                  |
| Deutschland (BVMI)                                                                           | —          | 2× Gold2   | 3× Platin3     | —           | 1.150.000  | musikindustrie.de                                                        |
| Europa (Impala)                                                                              | —          | Gold1      | —              | —           | (100.000)  | Einzelnachweise                                                          |
| Finnland (IFPI)                                                                              | —          | Gold1      | —              | —           | 6.629      | ifpi.fi                                                                  |
| Frankreich (SNEP)                                                                            | —          | —          | 3× Platin3     | —           | 517.000    | infodisc.fr                                                              |
| Irland (IRMA)                                                                                | —          | Gold1      | —              | —           | 7.500      | irishcharts.ie                                                           |
| Italien (FIMI)                                                                               | —          | —          | 4× Platin4     | —           | 120.000    | fimi.it                                                                  |
| Japan (RIAJ)                                                                                 | —          | Gold1      | 2× Platin2     | —           | 600.000    | riaj.or.jp JP2                                                           |
| Kanada (MC)                                                                                  | —          | 3× Gold3   | 12× Platin12   | —           | 1.406.000  | musiccanada.com                                                          |
| Kolumbien (ASINCOL)                                                                          | —          | Gold1      | —              | —           | 5.000      | Einzelnachweise                                                          |
| Mexiko (AMPROFON)                                                                            | —          | —          | Platin1        | —           | 60.000     | amprofon.com.mx                                                          |
| Neuseeland (RMNZ)                                                                            | —          | Gold1      | 12× Platin12   | —           | 187.500    | radioscope.net.nz (Memento vom 14. Oktober 2008 im Internet Archive) NZ2 |
| Österreich (IFPI)                                                                            | —          | Gold1      | Platin1        | —           | 35.000     | ifpi.at                                                                  |
| Polen (ZPAV)                                                                                 | —          | Gold1      | —              | —           | 10.000     | olis.pl                                                                  |
| Russland (NFPF)                                                                              | —          | Gold1      | —              | —           | 100.000    | Einzelnachweise                                                          |
| Schweden (IFPI)                                                                              | —          | Gold1      | 8× Platin8     | —           | 340.000    | sverigetopplistan.se                                                     |
| Schweiz (IFPI)                                                                               | —          | 2× Gold2   | 5× Platin5     | —           | 180.000    | hitparade.ch                                                             |
| Singapur (RIAS)                                                                              | —          | Gold1      | —              | —           | 5.000      | rias.org.sg                                                              |
| Spanien (Promusicae)                                                                         | —          | 2× Gold2   | Platin1        | —           | 100.000    | elportaldemusica.es                                                      |
| Südkorea (KMCA)                                                                              | —          | —          | —              | —           | 6.479.368  | circlechart.kr KR2 KR3 KR4                                               |
| Venezuela (APFV)                                                                             | —          | —          | Platin1        | —           | 10.000     | Einzelnachweise                                                          |
| Vereinigte Staaten (RIAA)                                                                    | —          | 3× Gold3   | 10× Platin10   | Diamant1    | 21.500.000 | riaa.com                                                                 |
| Vereinigtes Königreich (BPI)                                                                 | 2× Silber2 | —          | 7× Platin7     | —           | 4.300.000  | bpi.co.uk                                                                |
| Insgesamt                                                                                    | 2× Silber2 | 26× Gold26 | 118× Platin118 | 4× Diamant4 |            |                                                                          |